# Migrant

Jährliche Nettomigrationsrate 2015–2020. Prognose der Vereinten Nationen, 2019.

Migrant (das lateinische Verb migrare bedeutet mit seiner Habe usw. nach einem anderen Orte ziehen, um da zu wohnen; wegziehen, ausziehen, übersiedeln) ist ein unpräziser Begriff für eine Person, die ihren Lebensmittelpunkt verlegt.

## Beschreibung

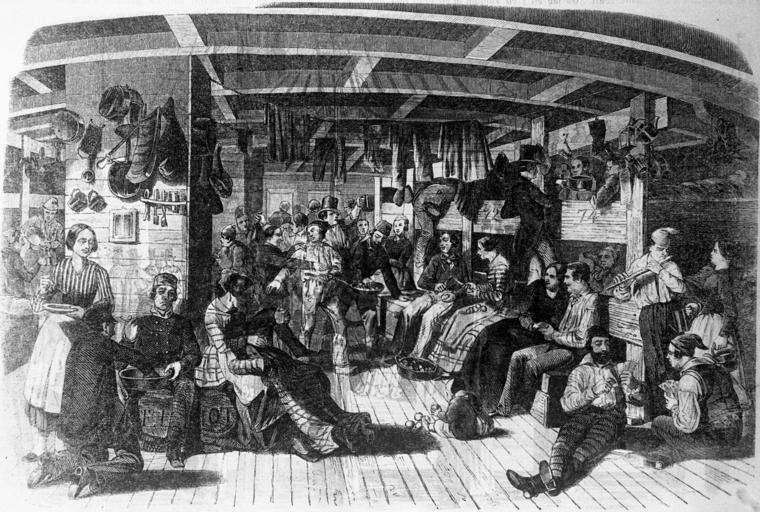
Deutsche Auswanderer auf dem Passagierdeck der Samuel Hop, April 1849

Aus Sicht ihres Herkunftslandes sind Migranten Auswanderer (Emigranten), aus Sicht des Aufnahmelandes Einwanderer (Immigranten). Die Umschreibung „Menschen mit Migrationshintergrund“ fasst Migranten und ihre Nachkommen, die nicht migriert sind, unabhängig von der tatsächlichen Staatsbürgerschaft zusammen.

### Arbeitsmigrant
Innerhalb der Europäischen Union wird Arbeitsmigration durch die Freizügigkeitsregelung erleichtert. Angesichts alternder Gesellschaften und des Fachkräftemangels stehen viele Länder im weltweiten Wettbewerb um die Zuwanderung von Talenten.

### Flüchtling
Völkerrechtlich gelten jene Migranten als Flüchtlinge, deren Status durch die Genfer Flüchtlingskonvention geregelt ist. Demnach haben so definierte Flüchtlinge gewisse Rechte, die Migranten insgesamt nicht zugestanden werden, zum Beispiel das Recht auf Asyl. Der Begriff des Flüchtlings umfasst nach dem Genfer Abkommen ausschließlich Personen, die in ihrem Herkunftsland aufgrund von Religion, Nationalität, Zugehörigkeit zu einer bestimmten sozialen Gruppe (Ethnie) oder politischer Überzeugung verfolgt werden und deshalb ihr Land verlassen mussten.
Vom Flüchtlingsstatus nach der Genfer Flüchtlingskonvention abzugrenzen sind alltagsübliche und politisch induzierte Zuschreibungen wie Klima- oder Umweltflüchtling oder Elendsflüchtling, wobei die Anerkennung dieser beiden Gruppen als Flüchtlinge mindestens seit Beginn des 21. Jahrhunderts völkerrechtlich in der Diskussion steht. Diese Zuschreibungen sind im öffentlichen Diskurs oft negativ konnotiert.
2006 schätzte man weltweit 175 Millionen Immigranten (siehe unten). Darunter befanden sich 8,4 Millionen Flüchtlinge. Laut einem UNHCR-Bericht erreichten geschätzt mehr als 69.000 Migranten und Flüchtlinge 2011 die europäischen Küsten, wobei über 1.500 Migranten dabei beim Überqueren des Mittelmeeres gestorben oder verschollen sind.
Die deutsche Rechtsordnung unterscheidet zwischen der Anerkennung der Asylberechtigung (Art. 16a Grundgesetz), der Zuerkennung der Flüchtlingseigenschaft und der Gewährung subsidiären Schutzes.

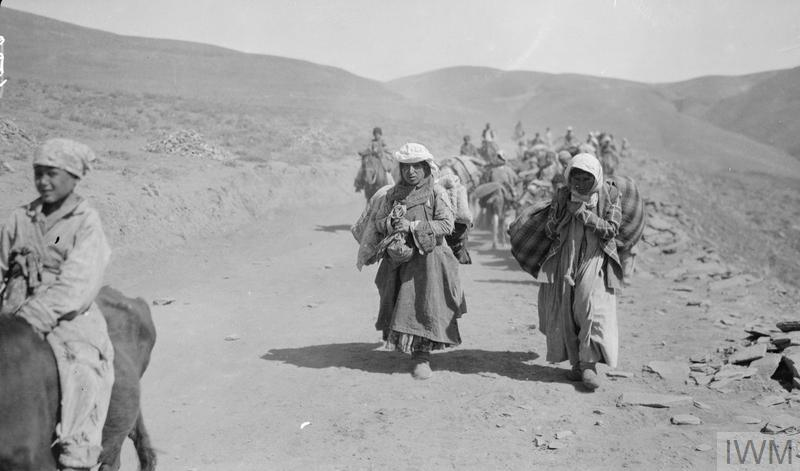
Assyrer flüchen 1918 vor kurdischen und osmanischen Truppen über den iranischen Asadabad Pass

Wer weder als Flüchtling anerkannt wird noch Asyl erhält, kann in Deutschland vorübergehend subsidiären Schutz erhalten.

## Unterstützung für Immigranten

### Sprachliche, kulturelle und religiöse Unterstützung in Deutschland
Bereits im 19. Jahrhundert förderte der bayerische König Ludwig I. die Ansiedlung von Griechen in München und sorgte für die Gründung einer griechisch-orthodoxen Kirchengemeinde.
Integrationskurse wurden im Jahr 2005 im Rahmen des Zuwanderungsgesetzes eingeführt. Die Leichte Sprache kann Immigranten mit unzureichenden Deutschkenntnissen helfen, sich in Behörden besser zurechtzufinden oder amtliche Mitteilungen zu verstehen.

### Unterstützung bei der Integration in den Arbeitsmarkt
Im Zuge des Gesetzes zur Verbesserung der Feststellung und Anerkennung im Ausland erworbener Berufsqualifikationen wurde ein Beratungsangebot in Form eines Internetportals und einer Telefon-Hotline in deutscher und englischer Sprache eingerichtet.

## UN-Empfehlung zur Definition von Zu- und Abwanderung
Die Vereinten Nationen haben empfohlen, im Kontext der internationalen Migration die Zu- und Abwanderung dadurch zu definieren, dass jemand für mindestens einen bestimmten Zeitrahmen seinen gewöhnlichen Aufenthalt in einem anderen Land lebt als in dem, in dem er bis dahin seinen gewöhnlichen Aufenthalt hatte. Kurzfristige Migration ist hierbei durch drei Monate, längerfristige Migration durch zwölf Monate Mindestaufenthalt definiert. Es wird hierbei nicht vorausgesetzt, dass es sich um den gewöhnlichen Aufenthalt im Sinne einer Legaldefinition handelt. Kurzzeitige Reisen zum Zweck der Erholung oder des Urlaubs, für Besuche zu Freunden oder Familie, zu Geschäftszwecken, zur medizinischen Behandlung oder auf religiöser Pilgerschaft zählen nicht als gewöhnlicher Aufenthalt.
Ein long-term migrant (längerfristiger Migrant) ist demnach eine Person, die ihren gewöhnlichen Aufenthalt mindestens zwölf Monate in einem anderen Land hat als in dem, in dem sie ihn zuvor hatte; ein short-term migrant (kurzfristiger Migrant) eine Person, die dies für drei Minate hat.